# Peter van der Schaaf
Peter van der Schaaf (Rotterdam, 10 september 1981), ook bekend onder de aliassen Ghettoblaster United, DJ 'S'pete, Cruel Intentions, Kid Nostalgic, Jimmy Byron en Alessandro Stasi, is een Nederlandse dj, producer, grafisch ontwerper en videoclipregisseur.

## Biografie
Stasi werd geboren in Rotterdam. Op 14-jarige leeftijd begon hij met dj'en, aanvankelijk met hardcoremuziek. Eind jaren negentig begon hij met professioneel draaien op diverse dancefeesten, onder de naam DJ 'S'pete. Onder deze naam produceerde hij zelf ook diverse nummers, vaak met Jesse van Schayk als het duo DJ 'S'pete & Jacko, die verschenen op hardcoreverzamelalbums en verschenen op 12-inch via G-Net Records.
Rond 2000 volgde hij de opleiding grafisch vormgeven op het Grafisch Lyceum Rotterdam en werkte daarnaast in de Rotterdamse platenwinkel Mid-Town Records. Hij rondde in 2005 zijn tweede opleiding aan het Grafisch Lyceum af en richtte een eigen bedrijf op om zich fulltime op zijn passies, muziek, ontwerpen en filmen, te kunnen richten. Rond deze tijd nam hij ook een nieuw alias aan in Alessandro Stasi, zijn tweede naam in combinatie met zijn moeders meisjesnaam. Onder dit pseudoniem ging hij clubhouse draaien.
In 2008 bracht hij, samen met vriend en collega Robbie Taylor, het nummer Mr. Cokesniffa uit, dat werd opgepikt door Radio 538. Datzelfde jaar remixte hij het nummer Listen to the Sunshine van Ippon, een samenwerking van Ronald Molendijk en Dennis van der Geest. Aan het einde van het jaar vertrok hij voor drie maanden naar Abu Dhabi, waar hij huis-dj was in het Hilton Hotel. Aan deze optredens hield hij vele contacten over en sindsdien heeft hij regelmatig optredens in het buitenland, zoals in Dubai en Egypte.
Op 17 juli 2010 bracht hij zijn eerste album uit onder de naam Alessandro Stasi, onder de titel The Desolate One. Het album werd uitgegeven in eigen beheer werd als gratis download beschikbaar gesteld. Vanaf oktober 2011 was hij werkzaam als resident-dj in het World Trade Centre Dubai.
In 2014 maakte hij een comeback in het hardcorecircuit. Hij ging als Cruel Intentions een contract aan met Derailed Traxx (een sublabel van Be Yourself Music, voorheen ID&T Music) en bracht als eerste ep Protect/Destroy uit na hieraan vijf jaar gewerkt te hebben. Zijn tweede ep Air Max Movement haalde een week na verschijnen de eerste plaats in de Hardtunes Top 100. Als Kid Nostalgic gaf hij in 2014 twee retro-bootlegs uit, Boegbeeld en Gave Birth 2 Style. Eind 2015 zag DJ Ruffneck Cruel Intentions optreden tijdens Nightmare in Silverdome. Hij was onder de indruk van zijn producties en dj-set en vroeg of Cruel Intentions zich bij Enzyme Records wilde aansluiten. Begin 2017 was de release van zijn ep Arroganza een voldongen feit.

## Discografie

### Als Ghettoblaster United
- Don't let your Dreams be Dreams (2021)
- We shall not be Mooged (2019, Record Union)

1. Hero Shima Dreama
2. Boys from Banlieue
3. In Musk we Trust
4. 2 Sweden with Love
5. We shall not be Mooged
6. GOAT from another Galaxy
7. Listen to that Swoosh
8. Sting like a Butterfly
9. Never give up on your Dreams
10. When Soundwave Signed at Barca
11. James & the Lightning League

### Als Peter van der Schaaf
- Swen van der Endt & Peter van der Schaaf - Argentum (2017), Above All Records
- Peter van der Schaaf - Suddenly Just Us (2022), Mid-Town Records
- Peter van der Schaaf - Win from within (2022), Mid-town Records
- Peter van der Schaaf - Crypto Cafe del Mar (2022), Eve Records

### Als Kid Nostalgic
- Boegbeeld (2014)
- Gave Birth 2 Style (2014)
- Jammin' with ya Neighbors (2015)
- Tiësto & Don Diablo feat. Thomas Troelsen - Chemicals [Kid Nostalgic remix contest] (2015)
- Snap - Rhythm is a Dancer [Kid Nostalgic remix] (2016)

### Als Cruel Intentions
- Protect/Destroy E.P. (2014, Derailed Traxx (Be Yourself Music)
- Air Max Movement E.P. (2014, Derailed Traxx (Be Yourself Music)
- Stunned in Disbelief (2015, Derailed Traxx (Be Yourself Music)
- Fitti at my Fissa (2015, Derailed Traxx (Be Yourself Music))
- Paradox of Freedom (2015, Derailed Traxx (Be Yourself Music)
- Buzz Fuzz & Delirium - B2BW 2016 (Cruel Intentions' Nostalgic remix) 2016, BZRK Records
- Arroganza E.P. (2017, Enzyme Records)
- BZRK on Daily Basis E.P. (2017, BZRK Records)
- Propaganda E.P. (2017, Enzyme Records)
- Renaissance EP#1 (2022, BZRK Records)
- Renaissance EP#2 (2022, BZRK Records)
- Renaissance EP#3 (2023, BZRK Records)
- Memorabilia EP (2023, BZRK Records)

### Als Alessandro Stasi
- "Ippon - Listen To The Sunshine (Alessandro Stasi Mix)" (2008, Dirty Soul)
- "Mr Cokesniffa (feat. Robbie Taylor)" (2008, Big Boss Records)
- "Mr Cokesniffa remixes (feat. Robbie Taylor)" (2009, Big Boss Records)
- The Desolate One (2010, eigen beheer)
- "Kayaman - Alsof ik maar leef voor 1 dag (Alessandro Stasi & Kayaman remix)" (2011, Tulipmania Entertainment)

### Met DJ 'S'pete & Jacko
- Rotterdam 2 Milan (2002, 12-inch)
- Drugs R Bad (2003, 12-inch)
- G-Mixed (2004, split-12-inch met The Depudee)
- The 1000 Years Has Ended (2004, 12-inch)
- Untitled (2004, split-12-inch met Jimmy Hooligan)
- Musica Del Futuro (2004, Traxtorm Records)